# Karl Brauckmann
Karl Brauckmann (* 30. November 1862 in Hengsen; † 28. März 1938 in Jena) war ein deutscher Sonderpädagoge, der sich insbesondere für die Ausbildung und Rehabilitation von Kindern und Jugendlichen mit Behinderung einsetzte.

## Leben
Seine Schulzeit absolvierte Karl Brauckmann in Opherdicke und Holzwickede. In Soest wurde er zum Lehrer ausgebildet und arbeitete dort anschließend acht Jahre mit gehörlosen Schülern. Sein Ziel wurde es, eigene Schulen für Kinder einzurichten, die einer besonderen Förderung bedurften.
Danach führte ihn sein Weg nach Jena, wo er Medizin und Pädagogik studierte und anschließend Hochschullehrer und später Stadtrat wurde. Während des Studiums arbeitete er im Heim für entwicklungsgeschädigte und -gestörte Kinder von Johannes Trüper auf der Sophienhöhe. 1894 gründete er dort die erste Sonderschule für gehörlose oder schwerhörige Kinder am Fuchsturmweg. In Jena und Berlin gründete er jeweils noch eine weitere Schule für Schülerinnen und Schüler mit Behinderung. Sein Schwiegersohn, der Künstler Walter Dexel, gestaltete Teile seiner Jenaer Villa, während ein eigener Villen-Neubau von der Stadt abgelehnt wurde. In der Nähe wurde 2016 am Hausberg eine neuangelegte Straße nach ihm benannt. In seiner Heimatgemeinde Holzwickede wurden eine Förderschule mit dem Förderschwerpunkt geistige Entwicklung sowie eine Straße nach ihm benannt.

## Schriften (Auswahl)
- Die Verkehrsfähigkeit des Gehörleidenden und das Absehproblem, G. Fischer: Jena 1925.
- Absehunterricht nach dem Jenaer Verfahren, G. Fischer: Jena, 1925, 2. Aufl. 1936.
- mit Marta Limpricht: Das Silben- und Formenspiel der deutschen Sprache. Seine Einspielung beim gehörleidenden Kinde nach dem Jenaer Verfahren Jena, G. Fischer: Jena 1933.
- Das gehörleidende Kind. Wie kann es hineinwachsen in unsere Sprache und geistige Gemeinschaft?, G. Fischer: Jena 1931.